# Antwerpeni Őrgrófság

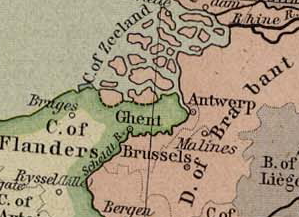
Antwerpen és környékének térképe 1477-ből

Az antwerpeni őrgrófságot a 10. század során hozták létre az Antwerpen és Breda városok körüli területekből I. Ottó német király és utódainak külpolitikája eredményeként. A valenciennes-i és ename-i őrgrófságokkal együtt a Német-római Birodalom nyugati határán katonai ütközőzónát alkottak, mivel a Schelde folyótól délre már a Flandriai grófság helyezkedett el, amely a Nyugati Frank Királyság hűbérese volt.

## Története
Az Antwerpen város körül és attól keletre elhelyezkedő területek a frank hódítás után a pagus Toxandria részét képezték, amely a Maas folyótól délre, a Schelde folyótól keletre és a Dijle folyótól északra helyezkedett el. 870-ben, amikor II. Lajos keleti frank király és II. „Kopasz” Károly megegyeztek a lotaringiai területek felosztásában, már grófságként említették ezt a területet: a „comitatum Texandrum” Károly fennhatósága alá került. A 9. századra feltehetően már önálló grófság volt. Az első ismert gróf Ansfrid volt, akit 994-ben kineveztek Utrecht püspökének.
Az őrgrófság létrehozása feltehetően II. Ottó német-római császár nevéhez fűződik, aki birodalma keleti határait próbálta őrgrófságok létrehozásával megerősíteni, mivel tartott II. Arnulf flamand gróf (a francia király hűbérese) katonai erejétől. 1008-ban II. Henrik Gozelont nevezte ki őrgrófnak, és így a terület a 11. századra az alsó-lotaringiai hercegek kezébe került.
1076-ban IV. Henrik német-római császár hűbéresének, Bouillon Gottfriednek adományozta az őrgrófi címet. Bouillon halála után I. Henrik limburgi herceget nevezték ki őrgrófnak, aki visszavonta a Bouillon által bevezetett reformokat. IV. Henrik halála után 1106-ban a Limburgi Hercegség és vele az antwerpeni őrgrófság is I. Gottfried leuveni gróf birtoka lett. VII. Dirk holland herceg azonban magának követelte Breda városát és a környező területeket, amelyeket végül a brabanti hercegség szerzett meg 1200-ban. Később aztán az antwerpeni őrgrófság is a brabanti hercegek tulajdonába került, bár az elnevezés és a cím továbbra is megmaradt.
1549-ben V. Károly német-római császár kiadta a Pragmatica sanctiót, amely önálló területként említette az antwerpeni őrgrófságot a Tizenhét Tartományon belül. 1584-1585 között a spanyolok megostromolták és elfoglalták a várost). A spanyol örökösödési háború után, 1714-ben Breda és a környező területek a lázadó holland tartományok uralma alá kerültek, míg Antwerpent és környékét a spanyolok megőrizték.
Az őrgrófság névleg még több mint két évszázadig létezett, és végleg csak a francia forradalmat követő háború és megszállás során, 1794-ben oszlatták fel.

## Az antwerpeni őrgrófok listája
- kb. 969–995 Ansfried
- kb. 1008–1044 I. Nagy Gozelon
- 1044–1049 V. Balduin flamand gróf
- 1046–1065 Luxemburgi Frigyes
- 1065–1069 III. Szakállas Gottfried
- 1069–1076 IV. Púpos Gottfried
- 1076–1100 Bouillon Gottfried
- 1101–1106 Henrik alsó-lotaringiai herceg
- 1106–1128 I. Gottfried leuveni gróf

Ezután az Antwerpeni Őrgrófság végleg a brabanti hercegek kezébe került.